# Discografia de Gorillaz
La discografia de Gorillaz, banda virtual londinenca de rock alternatiu, està formada per set àlbums d'estudi dels quals se n'han extret 41 senzills, onze EP, tres compilacions, tres àlbums de vídeos i un de remescles.
La banda Gorillaz fou creada l'any 1998 pel músic Damon Albarn, cantant de Blur, i l'il·lustrador i autor de còmic Jamie Hewlett. Malgrat que Albarn és el compositor de les cançons, en la part musical sempre compten amb col·laboracions de diversos artistes amb Albarn com a únic músic permanent. El seu estil musical és una barreja de hip-hop, electrònica, dub i pop.

## Àlbums

### Àlbums d'estudi
| Any  | Nom                                     | Dades | Posicions en llista | Posicions en llista | Posicions en llista | Posicions en llista | Posicions en llista | Posicions en llista | Posicions en llista | Certificacions |
| Any  | Nom                                     | Dades | RUN                 | EUA                 | AUS                 | NZ                  | ALE                 | FRA                 | CAN                 | Certificacions |
| ---- | --------------------------------------- | --- | ------------------- | ------------------- | ------------------- | ------------------- | ------------------- | ------------------- | ------------------- | --- |
| 2001 | Gorillaz                                | - Publicació: 26 de març de 2001 - Discogràfica: Parlophone, Virgin - Formats: CD, LP, casset, descàrrega digital         | 3                   | 14                  | 17                  | 2                   | 3                   | 7                   | 13                  | - ARIA: 1x Platí - BPI: 3x Platí - BVMI: 1x Or - MC: 1x Platí - RIAA: 1x Platí - RMNZ: 2x Platí - SNEP: 1x Platí    |
| 2005 | Demon Days                              | - Publicació: 23 de maig de 2005 - Discogràfica: Parlophone, Virgin - Formats: CD, LP, casset, descàrrega digital         | 1                   | 6                   | 2                   | 3                   | 2                   | 1                   | 5                   | - ARIA: 3x Platí - BPI: 6x Platí - BVMI: 1x Platí - MC: 2x Platí - RIAA: 2x Platí - RMNZ: 3x Platí - SNEP: 1x Platí |
| 2010 | Plastic Beach                           | - Publicació: 8 de març de 2010 - Discogràfica: Parlophone, Virgin - Formats: CD, LP, descàrrega digital                  | 2                   | 2                   | 1                   | 4                   | 3                   | 2                   | 3                   | - ARIA: 1x Or - BPI: 1x Platí - MC: 1x Or - SNEP: 1x Platí                                                          |
| 2011 | The Fall                                | - Publicació: 19 d'abril de 2011 - Discogràfica: Parlophone, Virgin - Formats: CD, LP, descàrrega digital                 | 12                  | 24                  | 41                  | —                   | 43                  | 20                  | 24                  | |
| 2017 | Humanz                                  | - Publicació: 28 d'abril de 2017 - Discogràfica: Parlophone, Warner Bros. - Formats: CD, LP, descàrrega digital           | 2                   | 2                   | 4                   | 3                   | 3                   | 2                   | 2                   | - BPI: 1x Or - MC: 1x Or - SNEP: 1x Or                                                                              |
| 2018 | The Now Now                             | - Publicació: 29 de juny de 2018 - Discogràfica: Parlophone, Warner Bros. - Formats: CD, LP, casset, descàrrega digital   | 5                   | 4                   | 4                   | 9                   | 10                  | 6                   | 4                   | - BPI: 1x Plata |
| 2020 | Song Machine, Season One: Strange Timez | - Publicació: 23 d'octubre de 2020 - Discogràfica: Parlophone, Warner Bros. - Formats: CD, LP, casset, descàrrega digital | 2                   | 12                  | 5                   | 5                   | 9                   | 19                  | 18                  | |
| 2023 | Cracker Island                          | - Publicació: 24 de febrer de 2023 - Discogràfica: Parlophone, Warner Bros. - Formats: CD, LP, casset, descàrrega digital | 1                   | 3                   | 2                   | 1                   | 2                   | 3                   | 6                   | |
| Any  | Nom                                     | Dades | RUN                 | EUA                 | AUS                 | NZ                  | ALE                 | FRA                 | CAN                 | Certificacions |
| Any  | Nom                                     | Dades | Posicions en llista |                     |                     |                     |                     |                     |                     | Certificacions |

### Compilacions
| Any  | Nom                               | Dades | Posicions en llista | Posicions en llista | Posicions en llista | Posicions en llista | Posicions en llista | Posicions en llista | Certificacions  |
| Any  | Nom                               | Dades | RUN                 | EUA                 | AUS                 | NZ                  | FRA                 | CAN                 | Certificacions  |
| ---- | --------------------------------- | --- | ------------------- | ------------------- | ------------------- | ------------------- | ------------------- | ------------------- | --------------- |
| 2002 | G-Sides                           | - Publicació: 11 de març de 2002 - Discogràfica: Parlophone, Virgin - Formats: CD, LP, casset, descàrrega digital     | 65                  | 84                  | —                   | 28                  | —                   | —                   | - BPI: 1x Plata |
| 2007 | D-Sides                           | - Publicació: 19 de novembre de 2007 - Discogràfica: Parlophone, Virgin - Formats: CD, LP, casset, descàrrega digital | 63                  | 71                  | —                   | —                   | 102                 | —                   |                 |
| 2011 | The Singles Collection: 2001−2011 | - Publicació: 28 de novembre de 2011 - Discogràfica: Parlophone, Virgin - Formats: CD, LP, descàrrega digital         | 46                  | —                   | 85                  | 32                  | 111                 | 161                 | - BPI: 1x Or    |

### Àlbums de remescles
| Any  | Nom             | Dades | Posicions en llista | Posicions en llista | Posicions en llista | Certificacions |
| Any  | Nom             | Dades | RUN                 | EUA                 | FRA                 | Certificacions |
| ---- | --------------- | --- | ------------------- | ------------------- | ------------------- | -------------- |
| 2002 | Laika Come Home | - Publicació: 1 de juliol de 2002 - Discogràfica: Parlophone, EMI, Astralwerks, Caroline, Virgin - Formats: CD, LP, casset, descàrrega digital | 108                 | 156                 | 118                 |                |

### Extended plays
| Any  | Nom                  | Dades |
| ---- | -------------------- | --- |
| 2000 | Tomorrow Comes Today | - Publicació: 27 de novembre de 2000 - Discogràfica: EMI - Format: CD                                          |
| 2010 | iTunes Session       | - Publicació: 22 d'octubre de 2010 - Discogràfica: Parlophone, Virgin - Format: Descàrrega digital             |
| 2020 | Song Machine, Ep. 1  | - Publicació: 30 de gener de 2020 - Discogràfica: Parlophone, Warner - Format: Descàrrega digital, streaming   |
| 2020 | Song Machine, Ep. 2  | - Publicació: 27 de febrer de 2020 - Discogràfica: Parlophone, Warner - Format: Descàrrega digital, streaming  |
| 2020 | Song Machine, Ep. 3  | - Publicació: 9 d'abril de 2020 - Discogràfica: Parlophone, Warner - Format: Descàrrega digital, streaming     |
| 2020 | Song Machine, Ep. 4  | - Publicació: 9 de juny de 2020 - Discogràfica: Parlophone, Warner - Format: Descàrrega digital, streaming     |
| 2020 | Song Machine, Ep. 5  | - Publicació: 20 de juliol de 2020 - Discogràfica: Parlophone, Warner - Format: Descàrrega digital, streaming  |
| 2020 | Song Machine, Ep. 6  | - Publicació: 9 de setembre de 2020 - Discogràfica: Parlophone, Warner - Format: Descàrrega digital, streaming |
| 2020 | Song Machine, Ep. 7  | - Publicació: 1 d'octubre de 2020 - Discogràfica: Parlophone, Warner - Format: Descàrrega digital, streaming   |
| 2020 | Song Machine, Ep. 8  | - Publicació: 5 de novembre de 2020 - Discogràfica: Parlophone, Warner - Format: Descàrrega digital, streaming |
| 2021 | Meanwhile            | - Publicació: 26 d'agost de 2021 - Discogràfica: Parlophone - Format: Descàrrega digital, streaming            |

### Àlbums de vídeo
| Any  | Nom                            | Dades                                                                                 | Certificacions             |
| ---- | ------------------------------ | ------------------------------------------------------------------------------------- | -------------------------- |
| 2002 | Phase One: Celebrity Take Down | - Publicació: 18 de novembre de 2002 - Discogràfica: Parlophone, Virgin - Format: DVD |                            |
| 2006 | Demon Days Live                | - Publicació: 27 de març de 2006 - Discogràfica: Parlophone, Virgin - Format: DVD     | - ARIA: 1x Or - BPI: 1x Or |
| 2006 | Phase Two: Slowboat to Hades   | - Publicació: 30 d'octubre de 2006 - Discogràfica: Parlophone, Virgin - Format: DVD   |                            |

## Senzills
| Any  | Títol                                                       | Posicions en llista | Posicions en llista | Posicions en llista | Posicions en llista | Posicions en llista | Posicions en llista | Certificacions                                                                              | Àlbum                                   |
| Any  | Títol                                                       | RUN                 | AUS                 | DEU                 | ITA                 | NZL                 | USA                 | Certificacions                                                                              | Àlbum                                   |
| ---- | ----------------------------------------------------------- | ------------------- | ------------------- | ------------------- | ------------------- | ------------------- | ------------------- | ------------------------------------------------------------------------------------------- | --------------------------------------- |
| 2001 | «Clint Eastwood» (amb Del tha Funkee Homosapien)            | 4                   | 17                  | 2                   | 1                   | 12                  | 57                  | - BPI: 2x Platí - ARIA: 1x Or - BVMI: 1x Or - FIMI: 1x Or - RMNZ: 1x Or                     | Gorillaz                                |
| 2001 | «19-2000»                                                   | 6                   | 39                  | 29                  | 21                  | 1                   | —                   | - BPI: 1x Or                                                                                | Gorillaz                                |
| 2001 | «Rock the House» (amb Del tha Funkee Homosapien)            | 18                  | —                   | 90                  | —                   | —                   | —                   |                                                                                             | Gorillaz                                |
| 2001 | «911» (amb D12 i Terry Hall))                               | —                   | —                   | —                   | —                   | —                   | —                   |                                                                                             | Banda sonora de Bad Company             |
| 2002 | «Tomorrow Comes Today»                                      | 33                  | —                   | —                   | —                   | —                   | —                   |                                                                                             | Gorillaz                                |
| 2002 | «Lil' Dub Chefin'» (amb Spacemonkeyz)                       | 73                  | —                   | —                   | —                   | —                   | —                   |                                                                                             | Laika Come Home                         |
| 2005 | «Feel Good Inc.» (amb De La Soul)                           | 2                   | 3                   | 8                   | 5                   | 2                   | 14                  | - BPI: 3x Platí - ARIA: 1x Platí - FIMI: 1x Platí - BVMI: 3x Or - RIAA: 1x Or - RMNZ: 1x Or | Demon Days                              |
| 2005 | «Dare» (amb Shaun Ryder)                                    | 1                   | 11                  | 37                  | 11                  | 5                   | 87                  | - BPI: 1x Platí - ARIA: 1x Or                                                               | Demon Days                              |
| 2005 | «Dirty Harry» (amb Bootie Brown)                            | 6                   | 15                  | 77                  | 26                  | —                   | —                   | - BPI: 1x Or                                                                                | Demon Days                              |
| 2006 | «Kids with Guns» (amb Neneh Cherry) / «El Mañana»           | 27                  | 31                  | 94                  | 33                  | —                   | —                   |                                                                                             | Demon Days                              |
| 2010 | «Stylo» (amb Bobby Womack i Mos Def)                        | —                   | 48                  | 63                  | 37                  | —                   | —                   |                                                                                             | Plastic Beach                           |
| 2010 | «Superfast Jellyfish» (amb Gruff Rhys i De La Soul)         | —                   | —                   | —                   | —                   | —                   | —                   |                                                                                             | Plastic Beach                           |
| 2010 | «On Melancholy Hill»                                        | 78                  | 94                  | —                   | —                   | —                   | —                   | - BPI: 1x Or                                                                                | Plastic Beach                           |
| 2010 | «Doncamatic» (amb Daley)                                    | 37                  | 60                  | —                   | —                   | —                   | —                   |                                                                                             | The Singles Collection 2001–2011        |
| 2011 | «Phoner to Arizona»                                         | —                   | —                   | —                   | —                   | —                   | —                   |                                                                                             | The Fall                                |
| 2011 | «Revolving Doors» / «Amarillo»                              | —                   | —                   | —                   | —                   | —                   | —                   |                                                                                             | The Fall                                |
| 2012 | «DoYaThing» (amb André 3000 i James Murphy)                 | —                   | —                   | —                   | —                   | —                   | —                   |                                                                                             | —                                       |
| 2017 | «Saturnz Barz» (amb Popcaan)                                | 87                  | —                   | —                   | —                   | —                   | —                   |                                                                                             | Humanz                                  |
| 2017 | «We Got the Power» (amb Jehnny Beth)                        | —                   | —                   | —                   | —                   | —                   | —                   |                                                                                             | Humanz                                  |
| 2017 | «Ascension» (amb Vince Staples)                             | 91                  | —                   | —                   | —                   | —                   | —                   |                                                                                             | Humanz                                  |
| 2017 | «Andromeda» (amb D.R.A.M.)                                  | —                   | —                   | —                   | —                   | —                   | —                   |                                                                                             | Humanz                                  |
| 2017 | «Let Me Out» (amb Pusha T i Mavis Staples)                  | —                   | —                   | —                   | —                   | —                   | —                   |                                                                                             | Humanz                                  |
| 2017 | «The Apprentice» (amb Rag'n'Bone Man, Zebra Katz i Ray BLK) | —                   | —                   | —                   | —                   | —                   | —                   |                                                                                             | Humanz                                  |
| 2017 | «Sleeping Powder»                                           | —                   | —                   | —                   | —                   | —                   | —                   |                                                                                             | —                                       |
| 2017 | «Strobelite» (amb Peven Everett)                            | —                   | —                   | —                   | —                   | —                   | —                   |                                                                                             | Humanz                                  |
| 2017 | «Garage Palace» (amb Little Simz)                           | —                   | —                   | —                   | —                   | —                   | —                   |                                                                                             | Humanz                                  |
| 2017 | «Andromeda (D.R.A.M. Special)» (amb D.R.A.M.)               | —                   | —                   | —                   | —                   | —                   | —                   |                                                                                             | Humanz                                  |
| 2018 | «Humility» (amb George Benson)                              | 81                  | —                   | —                   | —                   | —                   | 85                  |                                                                                             | The Now Now                             |
| 2018 | «Lake Zurich»                                               | —                   | —                   | —                   | —                   | —                   | —                   |                                                                                             | The Now Now                             |
| 2018 | «Sorcererz»                                                 | —                   | —                   | —                   | —                   | —                   | —                   |                                                                                             | The Now Now                             |
| 2018 | «Fire Flies»                                                | —                   | —                   | —                   | —                   | —                   | —                   |                                                                                             | The Now Now                             |
| 2018 | «Hollywood» (amb Snoop Dogg i Jamie Principle)              | —                   | —                   | —                   | —                   | —                   | —                   |                                                                                             | The Now Now                             |
| 2018 | «Tranz»                                                     | —                   | —                   | —                   | —                   | —                   | —                   |                                                                                             | The Now Now                             |
| 2020 | «Momentary Bliss» (amb Slowthai i Slaves)                   | 58                  | —                   | —                   | —                   | —                   | —                   |                                                                                             | Song Machine, Season One: Strange Timez |
| 2020 | «Désolé» (amb Fatoumata Diawara)                            | —                   | —                   | —                   | —                   | —                   | —                   |                                                                                             | Song Machine, Season One: Strange Timez |
| 2020 | «Aries» (amb Peter Hook i Georgia)                          | —                   | —                   | —                   | —                   | —                   | —                   |                                                                                             | Song Machine, Season One: Strange Timez |
| 2020 | «How Far?» (amb Tony Allen i Skepta)                        | —                   | —                   | —                   | —                   | —                   | —                   |                                                                                             | Song Machine, Season One: Strange Timez |
| 2020 | «Friday 13th» (amb Octavian)                                | —                   | —                   | —                   | —                   | —                   | —                   |                                                                                             | Song Machine, Season One: Strange Timez |
| 2020 | «Pac-Man» (amb Schoolboy Q)                                 | —                   | —                   | —                   | —                   | —                   | —                   |                                                                                             | Song Machine, Season One: Strange Timez |
| 2020 | «Strange Timez» (amb Robert Smith)                          | —                   | —                   | —                   | —                   | —                   | —                   |                                                                                             | Song Machine, Season One: Strange Timez |
| 2020 | «The Pink Phantom» (amb Elton John i 6lack)                 | —                   | —                   | —                   | —                   | —                   | —                   |                                                                                             | Song Machine, Season One: Strange Timez |
| 2020 | «The Valley of the Pagans» (amb Beck)                       | —                   | —                   | —                   | —                   | —                   | —                   |                                                                                             | Song Machine, Season One: Strange Timez |
| 2022 | «Cracker Island» (amb Thundercat)                           | 94                  | —                   | —                   | —                   | —                   | —                   |                                                                                             | Cracker Island                          |
| 2022 | «New Gold» (amb Tame Impala i Bootie Brown)                 | 56                  | 44                  | —                   | —                   | —                   | —                   |                                                                                             | Cracker Island                          |
| 2022 | «Baby Queen»                                                | —                   | —                   | —                   | —                   | —                   | —                   |                                                                                             | Cracker Island                          |
| 2022 | «Skinny Ape»                                                | —                   | —                   | —                   | —                   | —                   | —                   |                                                                                             | Cracker Island                          |
| 2023 | «Silent Running» (amb Adeleye Omotayo)                      | 97                  | —                   | —                   | —                   | —                   | —                   |                                                                                             | Cracker Island                          |
| Any  | Nom                                                         | GBR                 | AUS                 | DEU                 | ITA                 | NZL                 | USA                 | Certificacions                                                                              | Àlbum                                   |
| Any  | Nom                                                         | Posicions en llista |                     |                     |                     |                     |                     | Certificacions                                                                              | Àlbum                                   |

### Altres cançons
| Any  | Títol                                                 | Àlbum          |
| ---- | ----------------------------------------------------- | -------------- |
| 2010 | «White Flag» (amb Bashy i Kano)                       | Plastic Beach  |
| 2010 | «Rhinestone Eyes»                                     | Plastic Beach  |
| 2017 | «Momentz» (amb De La Soul)                            | Humanz         |
| 2017 | «Submission» (amb Kelela i Danny Brown)               | Humanz         |
| 2017 | «Charger» (amb Grace Jones)                           | Humanz         |
| 2017 | «Busted and Blue»                                     | Humanz         |
| 2017 | «Carnival» (amb Anthony Hamilton)                     | Humanz         |
| 2017 | «Sex Murder Party» (amb Jamie Principle i Zebra Katz) | Humanz         |
| 2017 | «She's My Collar» (amb Kali Uchis)                    | Humanz         |
| 2018 | «Kansas»                                              | The Now Now    |
| 2021 | «Meanwhile» (amb Jelani Blackman i Barrington Levy)   | Meanwhile      |
| 2023 | «Oil» (amb Stevie Nicks)                              | Cracker Island |
| 2023 | «The Tired Influencer»                                | Cracker Island |
| 2023 | «Tormenta» (amb Bad Bunny)                            | Cracker Island |

## Videografia

### Videoclips
| Any  | Títol                                       | Director/s                                          |
| ---- | ------------------------------------------- | --------------------------------------------------- |
| 2000 | «Tomorrow Comes Today»                      | Jamie Hewlett                                       |
| 2001 | «Clint Eastwood»                            | Jamie Hewlett, Pete Candeland                       |
| 2001 | «19-2000»                                   | Jamie Hewlett, Pete Candeland                       |
| 2001 | «Rock the House»                            | Jamie Hewlett, Pete Candeland                       |
| 2002 | «19-2000 (Soulchild Remix)»                 | Jamie Hewlett, Pete Candeland                       |
| 2002 | «Lil' Dub Chefin'»                          | Jamie Hewlett, Mat Watkins                          |
| 2004 | «Rockit»                                    | Zombie Flash Eaters                                 |
| 2005 | «Feel Good Inc.»                            | Jamie Hewlett, Pete Candeland                       |
| 2005 | «Dare»                                      | Jamie Hewlett, Pete Candeland                       |
| 2005 | «Dirty Harry»                               | Jamie Hewlett, Pete Candeland                       |
| 2006 | «El Mañana»                                 | Jamie Hewlett, Pete Candeland                       |
| 2010 | «Stylo»                                     | Jamie Hewlett                                       |
| 2010 | «Superfast Jellyfish»                       | Jamie Hewlett                                       |
| 2010 | «On Melancholy Hill»                        | Jamie Hewlett                                       |
| 2010 | «Doncamatic»                                | Jamie Hewlett                                       |
| 2010 | «Phoner to Arizona»                         | Jamie Hewlett                                       |
| 2012 | «DoYaThing»                                 | Jamie Hewlett                                       |
| 2017 | «Hallelujah Money»                          | Gorillaz, Giorgio Testi                             |
| 2017 | «Saturnz Barz»                              | Jamie Hewlett                                       |
| 2017 | «Sleeping Powder»                           | Jamie Hewlett                                       |
| 2017 | «Strobelite»                                | Raoul Skinbeck                                      |
| 2018 | «Humility»                                  | Jamie Hewlett, Tim McCourt, Max Taylor, Evan Silver |
| 2018 | «Humility (Superorganism Remix)»            | Robert Strange                                      |
| 2018 | «Tranz»                                     | Jamie Hewlett, Nicos Livesey                        |
| 2020 | «Momentary Bliss»                           | Jamie Hewlett, Tim McCourt, Max Taylor              |
| 2020 | «Désolé»                                    | Jamie Hewlett, Tim McCourt, Max Taylor              |
| 2020 | «Aries»                                     | Jamie Hewlett, Tim McCourt                          |
| 2020 | «Friday 13th»                               | Jamie Hewlett, Tim McCourt, Max Taylor              |
| 2020 | «Pac-Man»                                   | Jamie Hewlett, Tim McCourt, Max Taylor              |
| 2020 | «Strange Timez»                             | Jamie Hewlett, Tim McCourt, Max Taylor              |
| 2020 | «Strange Timez (Robert Smith AURORA Remix)» | Jamie Hewlett, Tim McCourt, Max Taylor              |
| 2020 | «The Pink Phantom»                          | Jamie Hewlett, Tim McCourt, Max Taylor              |
| 2020 | «The Valley of the Pagans»                  | Jamie Hewlett, Tim McCourt, Max Taylor              |
| 2020 | «The Lost Chord»                            | Jamie Hewlett, Tim McCourt, Max Taylor              |
| 2022 | «Cracker Island»                            | Jamie Hewlett, Fx Goby                              |
| 2023 | «Silent Running»                            | Jamie Hewlett, Fx Goby                              |

### Documentals
| Any  | Títol                       | Dades |
| ---- | --------------------------- | --- |
| 2008 | Bananaz                     | - Publicació: 7 de febrer de 2008 (Berlinale) - Distribució: Parlophone, Head Film, Bananaz Productions - Direcció: Ceri Levy - Formats: DVD (2009)           |
| 2019 | Reject False Icons          | - Publicació: 16 de desembre de 2019 - Distribució: Warner Music Records, Trafalgar Releasing, Eleven Films, Gorillaz Productions - Direcció: Denholm Hewlett |
| 2021 | Song Machine Live From Kong | - Publicació: 8 de desembre de 2021 - Distribució: Warner Music Records, Trafalgar Releasing, Eleven Films, LIVENow                                           |